# Rey Nereus
El Rey Nereus es un personaje ficticio que aparece en los cómics estadounidenses publicados por DC Comics. Es el jefe militar de Xebel y luego gobernante después de la muerte del Rey Ryus, el padre de Mera. También fue el ex-prometido de Mera antes de Aquaman.
El personaje es elegido como el padre de Mera en varias adaptaciones, como Young Justice y la película de DC Extended Universe, Aquaman (2018), donde es interpretado por Dolph Lundgren, y retoma su papel en Aquaman y el Reino Perdido (2023).

## Historial de publicaciones
El personaje fue creado en Aquaman (vol. 7) #19 por Geoff Johns y Paul Pelletier.

## Historia

### Primeros años
Nereus anuncia a Xebel, uno de los siete Reinos Atlantes que se separaron de la ciudad cuando fue hundido por el Rey Atlan. Xebel y Atlantis tuvieron muchas guerras en la antigüedad, y así cuando Atlantis finalmente derrotó a Xebel, utilizaron la brujería para atrapar a Xebel en una barrera física. Esta barrera permitiría a los barcos ingresar a la nación para que la gente de Xebel pudiera sobrevivir, y el área alrededor de la barrera se hizo famosa por la cantidad de barcos hundidos, que se conoce como el Triángulo de las Bermudas.
Nereus vivió como el jefe militar de Xebel y como tal, debido a la tradición, se comprometió con la princesa de Xebel, Mera. Antes de que la pareja pudiera casarse, Mera fue encargada de asesinar al Rey de Atlantis como venganza por su eterno encarcelamiento. Nereus quería llevar a cabo la tarea, pero el rey Ryus le dijo que solo una persona con los poderes hidroquinéticos de la familia real podía escapar de Xebel y solo se le permitía el poder una vez que se hubiera casado con Mera. Y así, Mera fue a su misión, pero nunca regresó, con el paso del tiempo, el rey Ryus murió, y con la princesa desaparecida, Nereus se convirtió en el rey de Xebel y se le dijo el secreto de la hidroquinesis.

### El primer rey
Después de tres años de gobernar Xebel, Mera finalmente regresó a Xebel diciendo que un gran enemigo la había seguido allí. Nereus se enteró de que Mera no había matado al rey, sino que se había enamorado de él. Nereus trató de matar a su exnovia, pero fue detenido por el enemigo del que Mera había hablado, quien congeló a todo Xebel. El hielo en el que estaba encerrado le dijo a Nereus que el enemigo era Atlan, el primer rey de Atlantis y el verdadero heredero de los siete que habían estado dormidos durante milenios y querían recuperar su trono. Al darse cuenta de que no tenía derecho a luchar contra el Rey legítimo, prometió la lealtad de Xebel al Rey legítimo. Nereus y su ejército atacaron a Mera y al recién llegado Aquaman, obligándolos a huir de Xebel. Atlan luego lideró los ejércitos de Xebel e invadió Atlantis tomando el reino y capturando a Mera.
Meses después, Atlan hizo que Nereus buscara los cuatro reinos no descubiertos cuando Aquaman invadió Atlantis con uno de los reinos: The Trench. Con la Trinchera, Aquaman pudo destruir al primer Rey, liberar a sus súbditos y enviar a los Guerreros de Xebel a la carrera. No dispuesto a aceptar la derrota, Nereus viajó a la superficie de la casa del medio hermano de Aquaman, Orm alias Ocean Master, y le informó que sabía dónde estaban los siete reinos y pensó que Orm debería ser el único que los gobernara a todos.

## En otros medios

### Televisión
- Una versión de Nereus llamado Ryus Nereus aparece en Young Justice, siendo una combinación del personaje Ryus y Nereus de los cómics. Esta versión, aunque comparte el nombre de Ryus, se caracteriza de manera más similar a Nereus de los cómics y es retratado como un gobernante abrasivo de Xebel y un rival político de Aquaman. Durante los eventos de la cuarta temporada, Nereus se muestra reacio a confiar en Arion aparentemente resucitado (que es verdaderamente Amo del Océano en un cuerpo clonado de Arion) y transferirle su poder de gobierno. Más tarde apoya la nominación de su hija como nuevo Gran Rey de la Atlántida.

### Película
- Nereus aparece en la película de DC Extended Universe, interpretado por Dolph Lundgren.[5] Esta versión es el padre de Mera. 
  - En la película Aquaman (2018), usando un submarino que le proporcionó David Kane, Orm engaña a Nereus para que se ponga del lado de él en su campaña contra el mundo de la superficie mientras arregla que Mera esté comprometida con él. Después de que Mera ayuda a Aquaman a escapar, Orm le dice a Nereus que Mera murió en la fuga. Nereus acompañó a Orm en su viaje al Reino de los Pescadores. Cuando el Rey Pescador Ricou rechazó la oferta de Orm, fue asesinado mientras Nereus mató a los dos guardias que intentaron vengarlo. Nereus luego vio como Orm persuadió a la esposa del rey Ricou, la reina Rina, y a su hija, la princesa Scales, para que aceptaran la oferta. Durante el ataque al Reino de Brine, donde Orm se convirtió en el Amo del Océano, Nereus luchó contra los soldados de Brine y le dijo al Amo del Océano que necesitaban al Rey Brine con vida. Cuando Aquaman llega a lomos del leviatán Karathan y convoca a un ejército de criaturas marinas, la Princesa Scales le dice a Nereus que Aquaman también está al mando de la Trinchera, lo que Nereus consideraba imposible. Mera encuentra a su padre y le informa que Aquaman tiene el tridente del Rey Atlan, lo que hace que Nereus cambie de bando. Luego ve el duelo de Aquaman con el Amo del Océano, donde Aquaman sale victorioso, e incluso ve aparecer a Atlanna. Cuando los guardias Atlantes se llevan al Amo del Océano, Nereus y los otros reinos atlantes aceptan a Aquaman como su líder.
  - Nereus regresó en la secuela de Aquaman y el Reino Perdido (2023). Después del ataque de la Atlántida por Kane, Nereus regresa al ver a su hija Mera, quien quedó gravemente herida. El ayuda a Arthur para darle equipo en ir a liberar a Orm, estando prisionero en el Reino de los Pescadores. Al reunirse con los otros, Nereus decide ir a ayudar a Mera y Arthur, en salvar a su nieto Arthur Jr. quién fue secuestrado por Kane, para ser sacrificado y liberar a Kordax. Al final de la derrota de Kordax y Kane, él se reúne con ellos, y también de dejar libre a Orm. Al final, él acompaña a Arthur y al Rey Brine a la superficie en revelar la existencia de la Atlántida a través de un anuncio en las Naciones Unidas y declara sus intenciones de convertir el reino en un estado miembro.

### Videojuego
Nereus aparece en Lego DC Super-Villains. Aparece como parte del DLC "Aquaman".